# 781
Cette page concerne l'année 781  du calendrier julien. Pour l'année 781 av. J.-C., voir 781 av. J.-C.
L'année 781 est une année commune qui commence un lundi.

## Événements
- 4 février : érection d'une stèle nestorienne à Zhouzhi en Chine, retrouvée en 1623[1], rédigée en syriaque et en chinois. La religion chrétienne est favorisée par les Tang depuis 638[2].

- Mars[3] : rencontre de Charlemagne et d'Alcuin à Parme[4].
- 15 avril :
  - Charlemagne se rend pour la deuxième fois à Rome où il passe les Pâques. Il fait couronner ses fils Louis, âgé de trois ans, roi d’Aquitaine et Pépin, âgé de quatre ans, roi d’Italie par le pape Adrien Ier[5].
  - rappel du gouverneur de la Sicile byzantine, Elpidius, qui refuse et est déclaré rebelle[6],[7].
- Avril :
  - L’impératrice d'Orient Irène envoie en ambassade à Rome le sacellaire Constantin et le primicier Mamalus pour traiter du mariage de l’empereur d’Orient Constantin VI avec une fille de Charlemagne, Rotrude[7]. L’eunuque Elissaios venu de Byzance enseigne le grec à la princesse[8]. Les fiançailles, négociées par les Byzantins pour obtenir l'alliance franque contre les Siciliens révoltés, seront rompues par Irène en 787[9].
  - Charlemagne agrandit les États pontificaux par le pays de Sabine près de Rome[10]. Il empêche le pape d’étendre son autorité sur Spolète dont le duc se reconnaissait son sujet[11].
- Automne : à son retour d'Italie, Charlemagne tient à Worms un plaid général. Tassilon III de Bavière vient y confirmer sa fidélité en prêtant à nouveau serment[12].
- 22 décembre : début du règne de Kammu, empereur du Japon après l'abdication de son père Kōnin (fin en 806)[13]. Il est le premier et peut-être le seul souverain japonais exerçant véritablement un pouvoir autocratique.

- L’État chinois, ruiné par la guerre civile confisque une partie des biens des marchands (781-783), provoquant la ruine du commerce et des émeutes[2].
- Première éruption enregistrée du Mont Fuji[14].

- Toulouse devient la capitale du royaume d'Aquitaine (781-877)[15].
- L'émir de Cordoue Abd al-Rahman Ier met le siège devant Saragosse révoltée[16].
- Le pape Adrien Ier date ses bulles à partir de son pontificat[17].
- L’évangéliaire, écrit par Godescalc sur ordre de Charlemagne et le premier exemple daté d’écriture minuscule caroline[17].
- Le moine Platon fonde le couvent de Sakkoudion près de l’Olympe de Bithynie[18].

## Naissances en 781
- Harith al-Muhasibi, théologien arabe.

## Décès en 781
- 7 septembre : Alcmund, religieux britannique, évêque de Hexham.